# Drôle de mariage
Pour plus de détails, voir Fiche technique et Distribution.
Drôle de mariage (They Knew What They Wanted) est un film américain réalisé par Garson Kanin, sorti en 1940.

## Synopsis
Immigré italien, Tony Patucci est propriétaire d'une ferme prospère en Californie. Doté d'un caractère facile et enjoué, Tony souffre de deux handicaps : il est illettré et a un physique ingrat. Lorsqu'il tombe amoureux d'Amy Peters, une serveuse, il demande à Joe, son contremaître, d'écrire une lettre à la jeune femme pour lui. Par mégarde, Joe joint une photo de lui dans l'enveloppe. Après avoir échangé de nombreux courriers avec la belle, toujours avec l'aide de Joe, Tony décide d'inviter Amy dans sa ferme. À son arrivée, celle-ci se méprend et pense que Joe est son riche correspondant...

## Fiche technique
- Titre : Drôle de mariage
- Titre original : They Knew What They Wanted
- Réalisation : Garson Kanin
- Scénario : Robert Ardrey d'après la pièce de Sidney Howard
- Production : Harry E. Edington et Erich Pommer
- Société de production : RKO Pictures
- Musique : Alfred Newman
- Photographie : Harry Stradling Sr.
- Montage : John Sturges
- Pays d'origine : États-Unis
- Format : Noir et blanc - 35 mm - 1,37:1 - Son : Mono (RCA Sound System)
- Genre : Drame, romance
- Durée : 96 minutes
- Date de sortie : 1940

## Distribution
- Carole Lombard : Amy Peters
- Charles Laughton : Tony Patucci
- William Gargan : Joe
- Harry Carey : Le docteur
- Frank Fay : Père McKee
- Janet Fox : Mildred
- Karl Malden : Red
- Victor Kilian : Le photographe